# Japan Record Awards 2016
La 58ª edizione dei Japan Record Awards (第58回日本レコード大賞?, Dai 58-kai Nihon rekōdo taishō) si è svolta al New National Theatre di Tokyo il 30 dicembre 2016 ed è stata presentata da Shin'ichirō Azumi e dall'attrice Yūki Amami. È stata trasmessa dall'emittente televisiva giapponese TBS, dalle ore 18:30 alle 22:00.
Kana Nishino si è aggiudicata il gran premio per la prima volta in carriera con il brano Anata no suki na tokoro. È la prima volta in undici anni che un'artista solista femminile si aggiudica la vittoria; l'ultima a riuscirci era stata Koda Kumi nel 2005, mentre le ultime cantanti femminili a trionfare furono le AKB48 nel 2012.
Nelle altre categorie, il premio al migliore artista emergente è andato al gruppo sudcoreano Ikon, mentre Hikaru Utada si è aggiudicata quello per il miglior album. Il comico Pikotarō si è invece aggiudicato un premio speciale grazie al tormentone PPAP (Pen-Pineapple-Apple-Pen).

## Artisti premiati
Japan Record Award

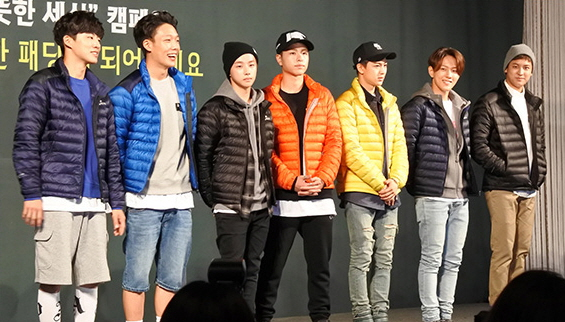
Gli Ikon, vincitori del premio al miglior artista emergente

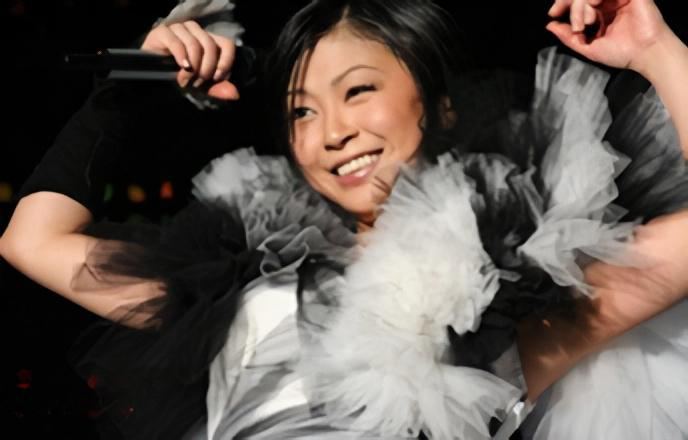
Hikaru Utada, vincitrice del premio al miglior album

- Kana Nishino – Anata no suki na tokoro

Best Song Award
- Kana Nishino – Anata no suki na tokoro
- Kenta Kiritani – Umi no koe
- Fuyumi Sakamoto – Onna wa daka rete ayu ni naru
- Kyary Pamyu Pamyu – Sai & Co
- AKB48 – 365nichi no kamihikōki
- AAA – Namida no nai sekai
- Hikaru Utada – Hanataba wo kimi ni
- Mariya Nishiuchi – Believe
- Kiyoshi Hikawa – Mirengokoro
- Ikimono-gakari – Last Scene

Best Vocal Performance Award
- Masayuki Suzuki – Melancholia

Best New Artist Award
- Ikon

New Artist Award
- Ikon
- Satoshi Hayashibe
- Mizuki Hayama
- Boys and Men

Best Album Award
- Hikaru Utada – Fantôme

Excellence Album Award
- Gen Hoshino – Yellow Dancer
- Spitz – Samenai
- Back Number – Chandelier
- Tarō Hakase – Joy of Life

Planning Award
- Artisti vari – Akaran Kun
- Ikusaburo Yamazaki – 1936: Your Songs
- Ryuun Nagai – Kaerimite
- Artisti vari – The Peanuts - Tribute Songs
- Begin – Sugar Cane Cable Network
- Juju – Snack Juju: Yoru no request
- Mitsuko Nakamura – Chōhen kayō rōkyoku muhō matsu no koi: Matsugorō to Yoshioka fujin
- Izumi Yukimura, Hibari Misora e Chiemi Eri – Too Young
- Ranka – Tokyo koibumi
- Radio Fish – Perfect Human
- Miki Matsukawa – Miki no uta no tabi...

Special Award
- Radwimps (per la colonna sonora del film Your Name.)
- The Yellow Monkey
- Shirō Sagisu e Akira Ifukube (per la colonna sonora del film Shin Gojira)
- Big Bang

Special Topic Award
- Pikotarō – PPAP (Pen-Pineapple-Apple-Pen)

Special Honor Award
- Toru Funamura

Achievement Award
- Isao Saitō
- Daisuke Shiga
- Kiyoko Suizenji
- Masao Sen
- Shun'ichi Makaino

Special Achievement Award
- Yūmi Itō
- Rokusuke Ei
- Kisōtetsu
- Kō Sasaki
- Isao Tomita

Japan Composer's Association Award
- Sanae Jōnouchi
- Yutaka Yamakawa

Best Composer Award
- Chiaki Oka – Inochi no ko

Best Songwriter Award
- Fumihiko Hara – Aki koiuta

Best Arranger Award
- Sekai no Owari – Hey Ho